# Isochariesthes grundaeva
Isochariesthes grundaeva là một loài bọ cánh cứng trong họ Cerambycidae.